# Thaïs
Thaïs é uma ópera em três atos de Jules Massenet para um libreto em francês de Louis Gallet, com base no romance homônimo de Anatole France. Foi apresentada pela primeira vez no teatro da Ópera de Paris em 16 de março de 1894, com a soprano norte-americana Sybil Sanderson, para quem Massenet escreveu o papel-título. Ambientada no Egito durante a época romana, conta a história de Athanaël, um monge cenobita que tenta converter Thaïs, uma cortesã de Alexandria e devota de Vênus, à Cristandade, embora sem muito êxito.
A meditação, passagem mais famosa da ópera, é executada como interlúdio entre duas cenas do segundo ato, e faz parte do repertório clássico tradicional, sendo executada normalmente como peça de concerto.
Depois de Manon e Werther,  Thaïs é a ópera mais executada de Massenet, mas não pertence ao repertório padrão das óperas. A personagem principal é notória pela dificuldade de interpretação. Algumas das intérpretes modernas dessa ópera são Anna Moffo, Beverly Sills, Leontyne Price e, mais recentemente, Renée Fleming.

## Personagens
- Thaïs, uma cortesã – Soprano
- Athanaël, um monge cenobita – Barítono
- Nicias, um nobre – Tenor
- Crobyle, seu servo – Soprano
- Myrtale, seu servo – Mezzo-soprano
- Palémon, líder dos Cenobites – Baixo
- Albine, uma abadessa – Mezzo-soprano

## Sinopse

### Ato I
No deserto de Tebaida, não longe do Nilo
Palémon e os demais monges do mosteiro aguardam o regresso de Athanaël que vem de Alexandria.
Este voltou falando da corrupção que reina na cidade e da escandalosa vida da cortesã Thaïs.
Athanaël comunica aos seus companheiros que quer convertê-la a uma vida cristã. E ainda que Palémon e os companheiros o desaconselhem, Athanaël volta a Alexandria. Athanaël é recebido em casa de Nicias, antigo companheiro de estudos. Nicias aparece com duas escravas, Myrtale e Crobyle. Às perguntas de Athanaël, Nicias responde que gastou uma fortuna para ter ao seu serviço a bela Thaïs por uma semana, que está a ponto de acabar. Athanaël cobriu o seu hábito com uma túnica para a festa.
Chega Thaïs pela última vez a casa de Nicias. Prontamente Athanaël começa a gabar os predicados da cortesã, com grande surpresa de todos.
Thaïs zomba discretamente do monge, mas este assegura que irá ao seu palácio repetir-lhe o que diz.

### Ato II
Thaïs ante o espelho, observa os primeiros sinais de velhice no seu rosto, mas pede a Vénus para conservar a beleza.
Chega Athanaël que acode a salvar Thaïs; ela goza-o. O monge tira a túnica e fica com o hábito: Thaïs sente o efeito da sua prédica e pede perdão. Mas assim que ele lhe diz que a esperará, tem uma reação contrária e quando ele sai, dispara numa mistura de soluços e risos (“Méditation”). Thaïs desperta Athanaël, que dormiu fora da casa de Nicias, e implora que a acolha no seu arrependimento. Ele decide levá-la consigo, mas primeiro impõe que queime tudo o que tem. Ela aceita, mas guarda uma estatueta de Eros. Nicias sai de casa contentíssimo: ao jogo, ganhou tudo o que havia gasto em Thaïs e quer continuar a sua vida de diversões. Nicias vê chegar Athanaël da casa de Thaïs e goza, mas ele mostra-lhe a cortesã convertida em penitente.
O povo quer impedir que Thaïs se vá embora e Nicias atira umas moedas de ouro, mas aproveitando quando todos se lançam para as apanhar, Thaïs e Athanaël escapam-se.

### Ato III
Junto a um oásis.
Eles atravessaram o deserto. Thaïs está fatigada e, em vão, pede um pouco de descanso. Cai, exausta.
Athanaël compadece-se dela, traz-lhe fruta e água e diz-lhe que o convento está mesmo ali. Aparecem a abadessa Albine e as companheiras, rezando. Athanaël despede-se de Thaïs e de imediato compreende que já não a voltará a ver na terra; quando vai, cai no chão e chora inconsolavelmente.
Os monges dizem que vem aí uma tempestade terrível. Reparam também, que desde que voltou, faz três semanas, Athanaël nunca mais comeu nem falou com eles.
Hoje apareceu, muito fechado em si mesmo, mas confessa a Palémon que tem muitos desejos de Thaïs.
Palémon responde que o advertiu para que não a conhecesse. Athanaël queda-se absorto na sua prece.